# 1re cérémonie des International Emmy Awards
La 1re cérémonie des International Emmy Awards organisée par l'Académie Internationale des Arts et des Sciences de la Télévision, s'est déroulée le 19 novembre 1973 au Plaza Hotel de New York, aux États-Unis. Les International Emmy Awards récompensent les programmes de télévision produits et diffusés hors des États-Unis,.

## Catégories
- Meilleur programme d'arts populaires : La cabina ( Espagne) (TVE)
- Meilleur documentaire : Horizon ( Royaume-Uni) (BBC)
- Directorate Award : Charles Curran ( Royaume-Uni) (directeur général de la BBC)